# Ţarfāyeh
Ţarfāyeh (persiska: طرفايه) är en ort i Iran.   Den ligger i provinsen Khuzestan, i den västra delen av landet, 600 km sydväst om huvudstaden Teheran. Ţarfāyeh ligger 14 meter över havet och antalet invånare är 732.
Terrängen runt Ţarfāyeh är mycket platt. Runt Ţarfāyeh är det ganska tätbefolkat, med 144 invånare per kvadratkilometer. Närmaste större samhälle är Jongīyeh, 15,4 km nordost om Ţarfāyeh. Trakten runt Ţarfāyeh består till största delen av jordbruksmark.